# 大隆寺 (高山市)
大隆寺（だいりゅうじ）は岐阜県高山市春日町の城山東麓にある曹洞宗の寺院で山号は妙高山。金森氏ゆかりの寺院である。
飛騨高山藩第4代の金森頼直が、承応2年（1652年）に大徳寺金龍院住職で大徳寺180世の禅海宗俊を開山として建立した。寺号は金森頼直の戒名から採っている。創建当初は臨済宗大徳寺派の寺院であったが、金森氏が高山から去ると外護者を失い衰退した。
その後、金沢市天徳院の大而宗龍が安永5年（1776年）に曹洞宗の寺院として中興し現在に至っている。
享和元年（1801年）に中興三世の竺翁恵林により山麓のため池に弁天堂が建立され、扁額、棟札と共に高山市の文化財に指定されている。
寺内には金森頼直とその妻の墓がある。また、所蔵する正応2年（1289年）の銘がある鍔口が岐阜県の重要文化財に指定されている。